# Blastocladiales
L'ordine Blastocladiales è l'unico della classe Blastocladiomycetes a sua volta unica nella divisione Blastocladiomycota, del regno dei funghi. Comprende funghi simili ai Chytridiomycota, che vivono come saprofiti su resti animali e vegetali nel terreno e nell'acqua.

## Descrizione
I funghi appartenenti a questo ordine possiedono un tallo sifonale, cioè privo di setti che delimitino singole cellule; in alcuni casi però possiamo trovare, al termine delle ife, setti che separano le gametocisti, cioè le cellule destinate alla produzione dei gameti. Il tallo si ancora al substrato tramite rizoidi.
Le cellule mobili (zoospore) sono dotate di un flagello a sferza, cioè privo di ciglia.

## Riproduzione
La riproduzione sessuale avviene per gametogamia anisogama, cioè tramite l'incontro tra due gameti di dimensione differente.

## Tassonomia
La classificazione più recente riporta, nel regno Fungi:
- Divisione Blastocladiomycota T.Y. James 2007[3]
  - Classe BlastocladiomycetesT.Y. James 2007[3]
    - Ordine Blastocladiales H.E. Petersen 1910[4]
      - Famiglia Blastocladiaceae
      - Famiglia Catenariaceae
      - Famiglia Coelomomycetaceae
      - Famiglia Physodermataceae

L'ordine Blastocladiales era originariamente incluso nella divisione Chytridiomycota finché il sequenziamento del DNA nel 2006 l'ha elevato, insieme alla "divisione sorella" Neocallimastigomycota, al rango di divisione.